# Tjörnbrug
De Tjörnbrug (Zweeds:Tjörnbron is een tuibrug in Zweden over de Askeröfjord bij Stenungsund. Over de brug, die Stenungsund op het vasteland met het eiland Tjörn in het westen van het land verbindt, loopt snelweg Länsväg 140.
De brug werd gebouwd als vervanger van de Almöbroen, die gedeelteijk instortte toeneen Noorse tanker Star Clipper hier tegenaan voer. Er kwamen acht mensen bij om het leven in zeven auto's doordat ze in zee stortten. De nieuwe brug kreeg een lengte van 664 meter, een grootste overspanning van 386 meter en een maximale doorvaarthoogte van 43,7 meter. De brug is 15 meter breed en 3 meter dik. De pylonen hebben een hoogte van 106 meter. De brug werd op 9 november 1981 officieel opengesteld voor verkeer.

## Foto's

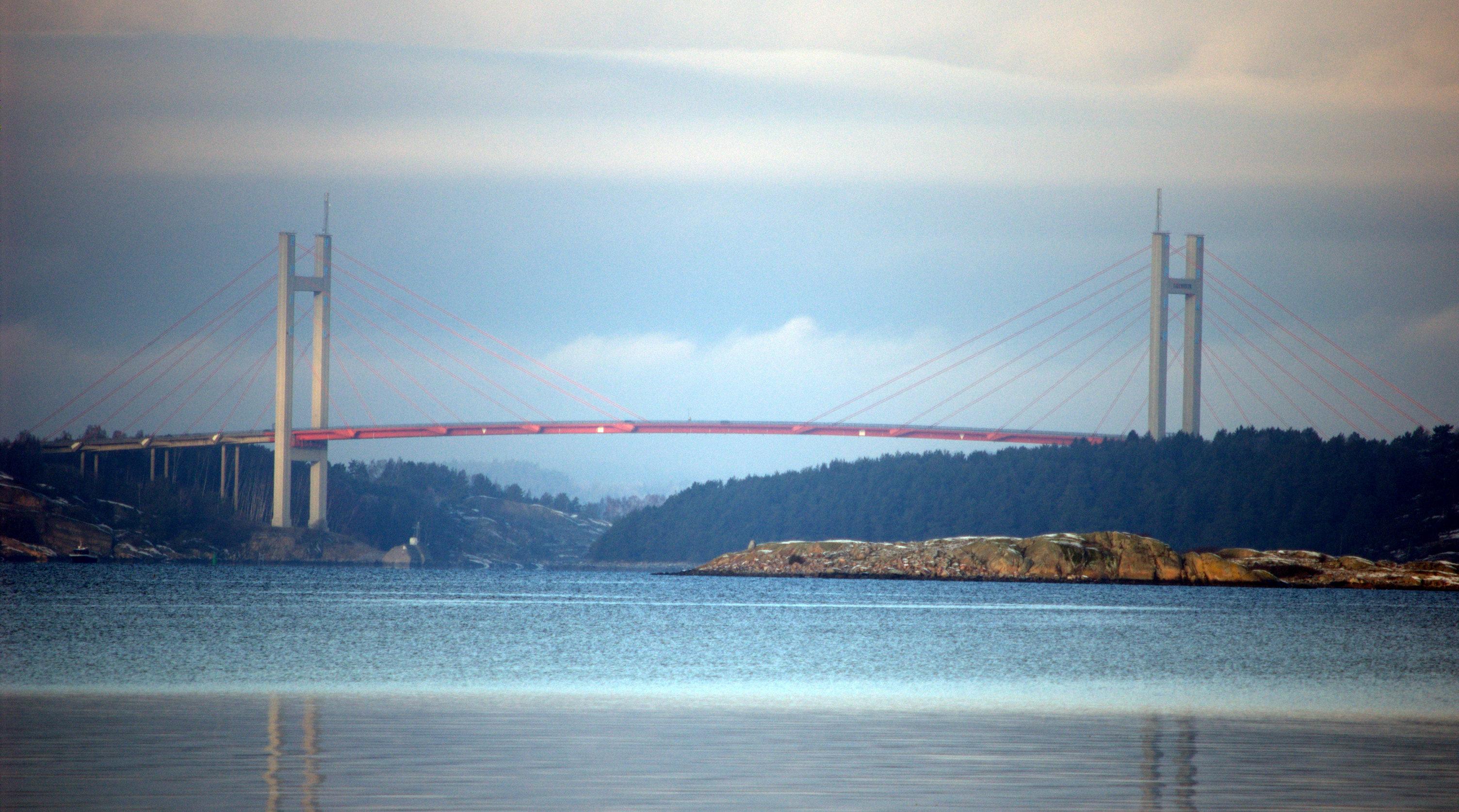
Zijkant
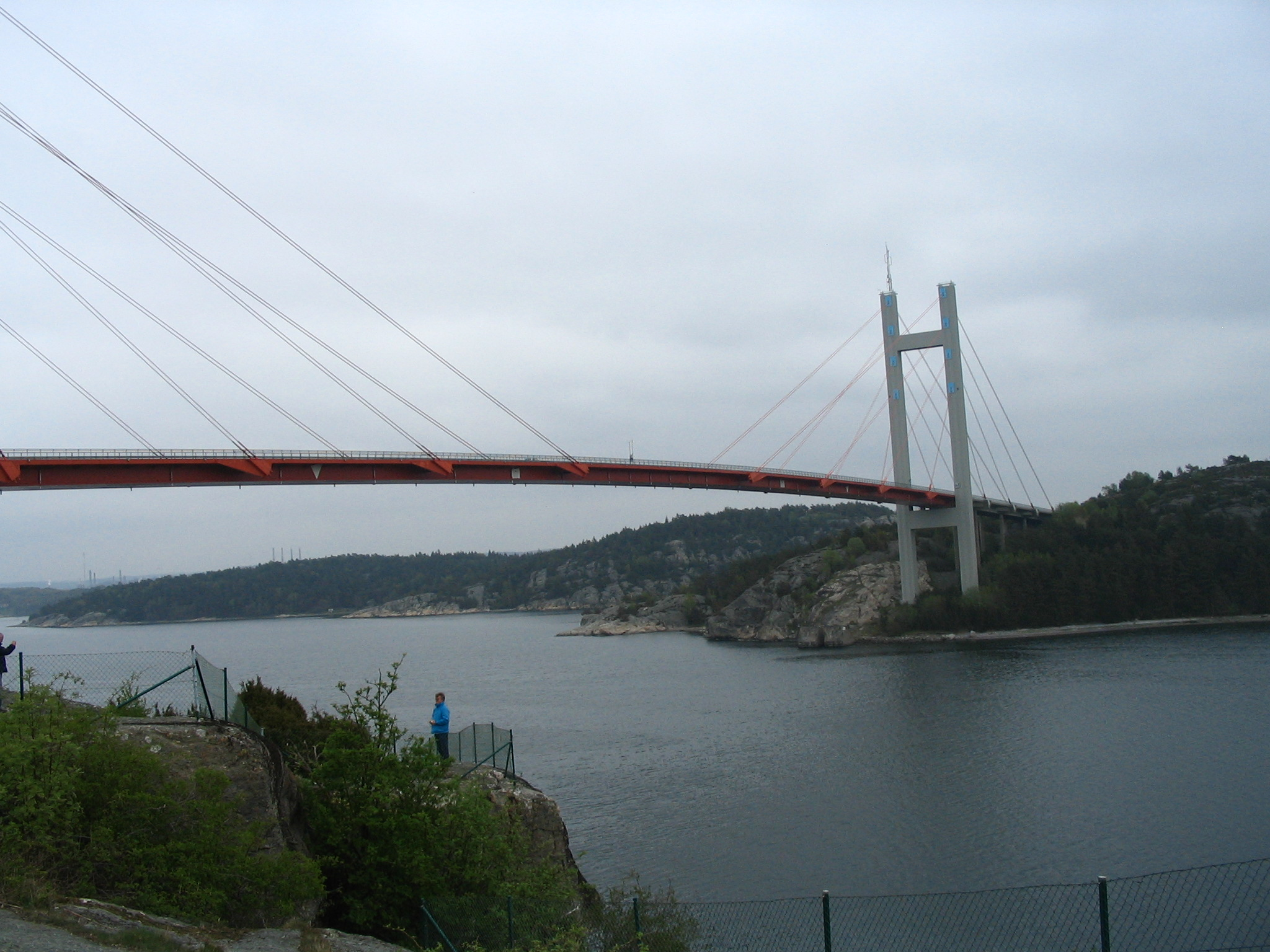
Brug in 2007
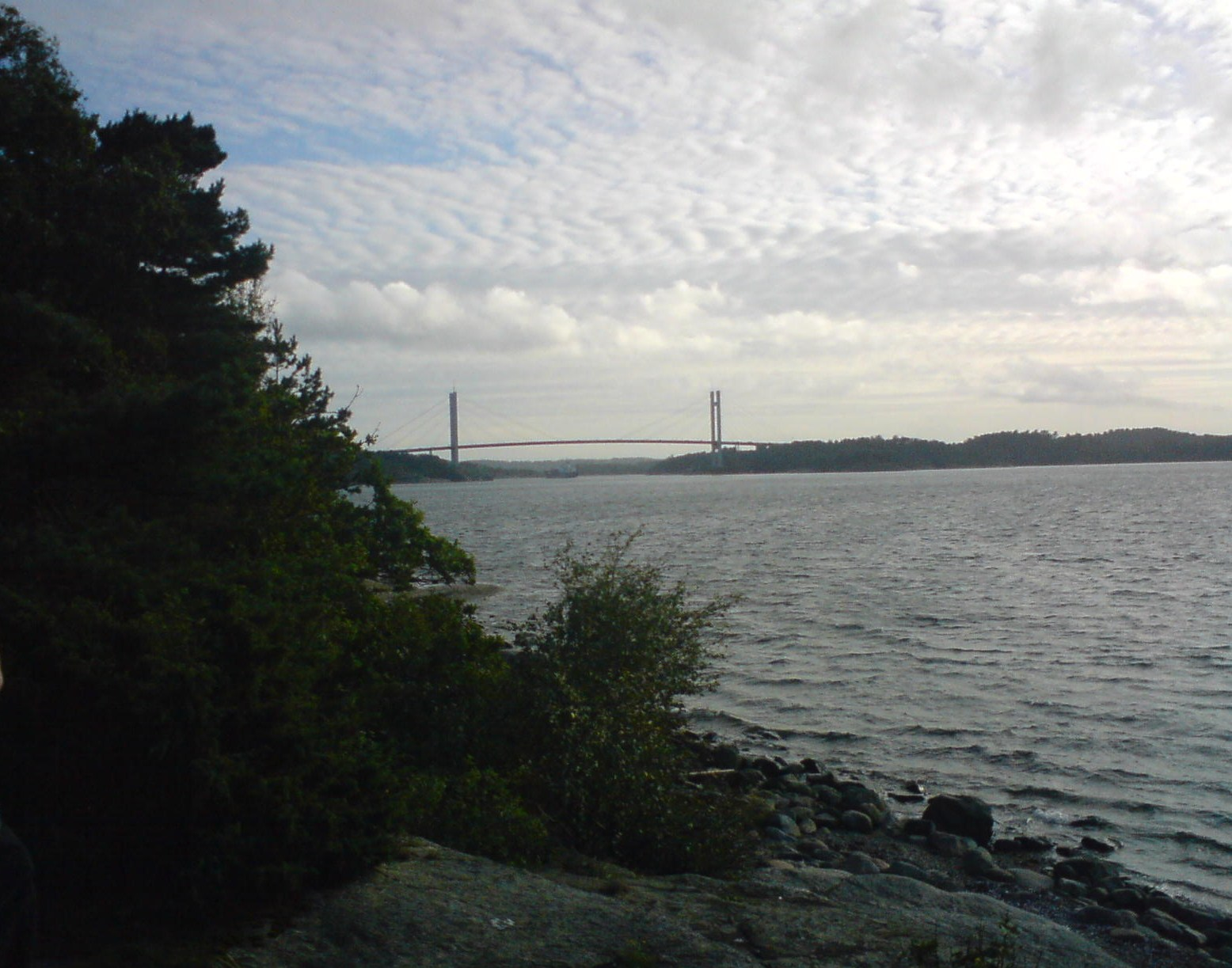
Brug in 2008